# Порт Осаки
Порт Осаки (яп. 大阪港 Ōsaka-kō)  — главный порт Японии, расположенный в городе Осака в заливе Осака. Порт Осака также имеет несколько родственных портов, включая порт Пусан. 

## Статистика гавани
- Объем перевалки грузов (2016 г.)
  - Внешняя торговля: 34,11 млн тонн.
  - Внутренняя торговля: 48,09 млн тонн (в том числе паромы 31,29 млн тонн)
- Причальный комплекс (по состоянию на 2008 г.)
  - Океанское плавание: 70 причалов
  - Прибрежные 111 причалов
- Площадь (по состоянию на 2016 г.)
  - Площадь гавани: 4684 га.
  - Площадь полигона: 1860 га.